# 膠扁粉蝨
膠扁粉蝨（学名：Aleuroplatus pectiniferus）为粉蝨科扁粉蝨屬下的一个种。